# Liste von Mitgliedern des Corps Masovia

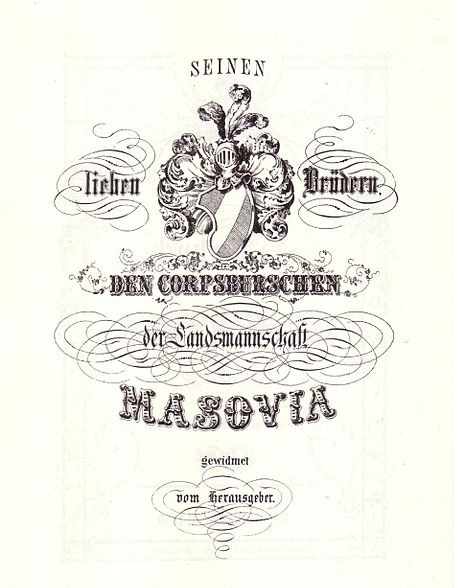
Liederbuch der Albertina

Die Liste von Mitgliedern des Corps Masovia verzeichnet Angehörige des Corps Masovia aus der Zeit in Königsberg i. Pr. (1823–1938), Kiel (1950–2000) und Potsdam (seit 2001). 

## Masuren

### Pfarrer

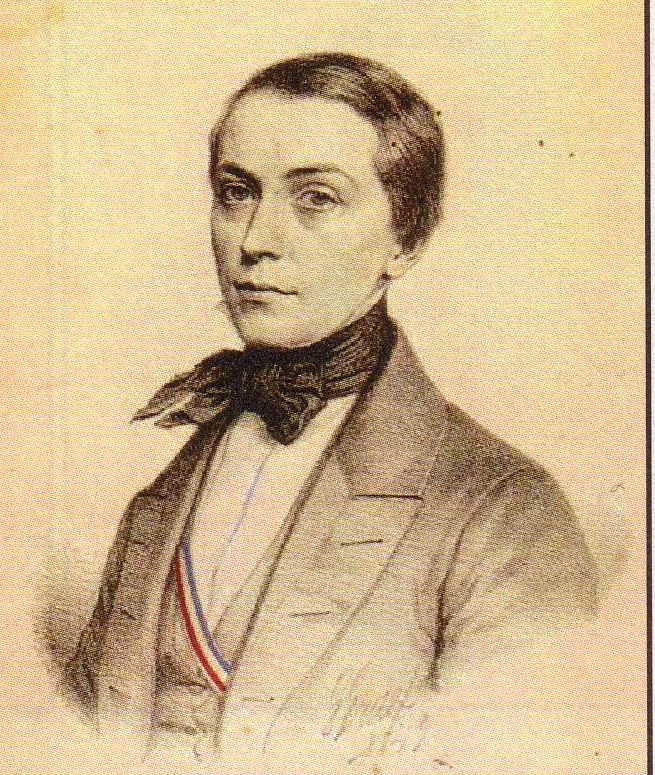
Adolf v. Popowski, Pfarrer in Rosinsko

- August Ballnus (1807–1871), Gründer des Ballnus’schen Waisenhauses in Marggrabowa
- Hans Ebel (1859–1920), Gründer des Knabenerziehungsheims Emmaus in Muschaken
- Hermann Eilsberger (1837–1908), Superintendent in Königsberg
- Gustav Gisevius (1810–1848), Namensgeber der Stadt Giżycko
- Magnus Großjohann (1813–1867), Pfarrer Falkenau, Kreis Bartenstein, MdHdA
- August Heinrici (1812–1881), Superintendent in Gumbinnen, MdHdA
- Paul Hensel (1867–1944), MdHdA, MdR
- Anton Rehaag (1812–1860), katholischer Pfarrer in Lichtenau, MdHdA
- Julius Rimarski (1849–1935), Superintendent in Sensburg
- Ludwig Schadebrodt (1809–1895), MdHdA
- Hermann Schumann (1808–1889), MdHdA
- Paul Thomaschki (1861–1934), Archivar der Königsberger Burgkirche

### Beamte und Offiziere

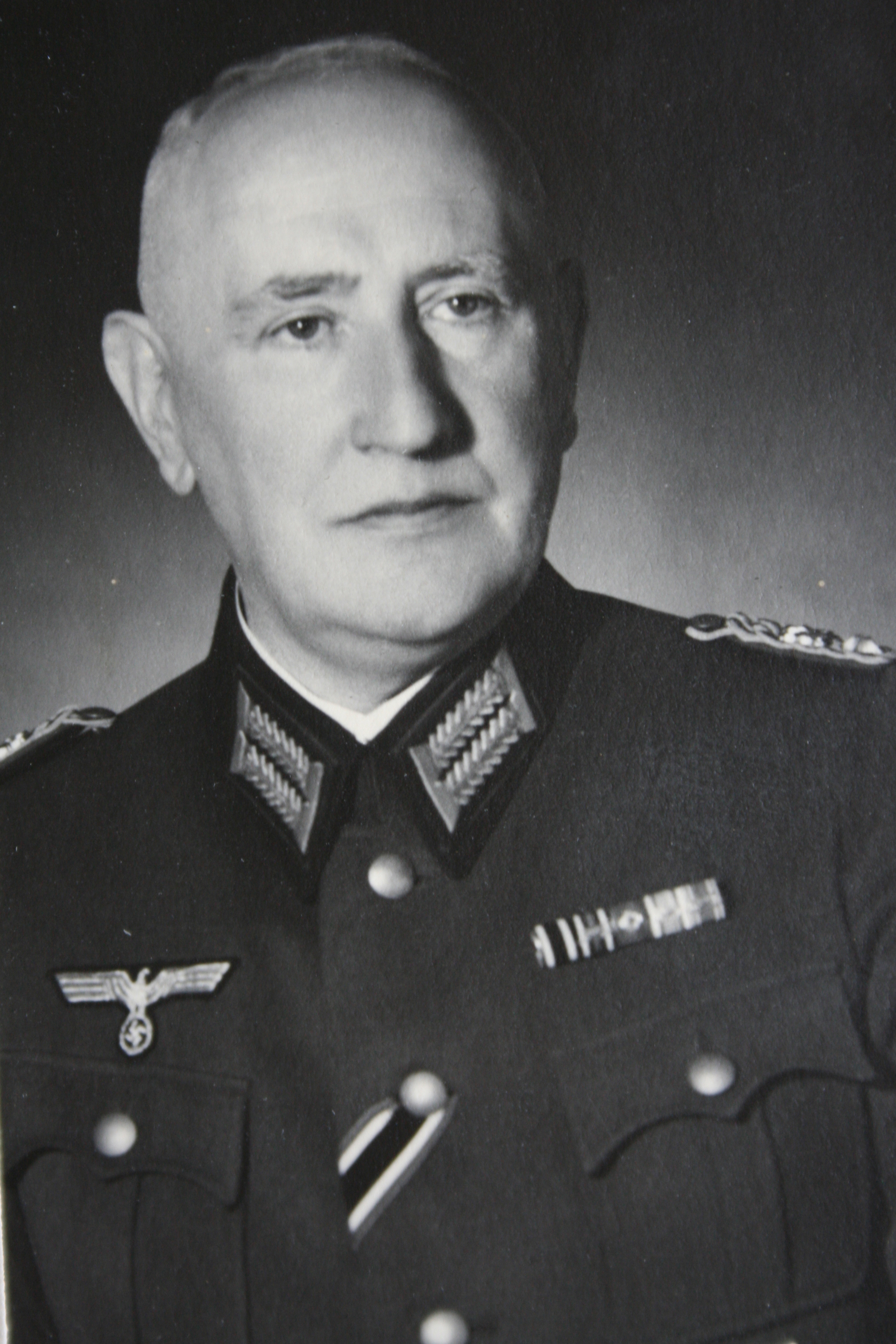
Oberstintendant Stolte

- Ludwig Bänfer (1890–1964), Ministerialrat im Reichsfinanzministerium, Zonenbeirat
- Friedrich Bergenroth (1810–1892), MdHdA
- Wilhelm Brindlinger (1890–1967), Bürgermeister von Memel
- Karl Brinkmann (1854–1901), Zweiter Bürgermeister in Königsberg (und Berlin)
- Carl Contag (1863–1934), Oberbürgermeister von Nordhausen, MdHH
- Werner Contag (1892–1967), Baubeamter
- Gustav Dodillet (1820–1894), MdHdA, MdR
- Eugen Drewello (1825–1876), MdHdA
- Herbert Ebel (1885–1963), Bergrechtler
- Otto Gisevius (1821–1871), Landrat in Allenstein
- Rolf Grabower (1883–1963), Steuerrechtler, 1942–1945 im KZ Theresienstadt
- Arthur Gramberg (1862–1917), Generaldirektor der Ostpreußischen Landgesellschaft
- Fritz Haas (1903–1977), Landrat in Calau, Zweiter Generalstabsoffizier
- Erich Hossenfelder (1875–1935), Gesandter in Äthiopien
- Herbert Kleine (1887–1978), Landrat im Kreis Rosenberg i. Westpr., Ministerialrat im Reichswirtschaftsministerium, Oberstleutnant
- Wilhelm Kuhr (1865–1914), Bürgermeister von Pankow
- Georg Lippke (1906–1999), Oberbürgermeister von Danzig (ausgeschieden)
- Ernst Mann (1886–1945), Oberfinanzpräsident in Pommern
- Ernst Mendrzyk (1878–1970),  Regierungsvizepräsident in Köslin, Landrat in Berchtesgaden
- Erwin Moeller (1883–1966), Bürgermeister von Allenburg
- Herbert Neumann (1888–1976), Landrat in Preußisch Eylau und Königgrätz
- Goetz Oertel (1934–2021), Physiker, Wissenschaftsmanager in den USA[1]
- Bernhard Pawelcik (1880–1970), Erster Bürgermeister von Marienburg
- Hans Pfundtner (1881–1945), Ltd. Staatssekretär im Reichsinnenministerium
- Eldor Pohl (1857–1935), Oberbürgermeister von Tilsit
- Alfred Prang (1887–1967), Ministerialdirektor im Reichsverkehrsministerium
- Georg Reiß (1885–1943), Heeresgeneralintendant im Generalgouvernement
- Robert Reuter (1816–1864), MdHdA
- Otto Rosencrantz (1875–1963), Regierungspräsident in Gumbinnen
- Heinz Schimmelpfennig (1905–1983), Landesrat in Königsberg, BG-Direktor in Mannheim
- Hans-Georg Sachs (1911–1975), Staatssekretär im Auswärtigen Amt
- Wilhelm von Saltzwedel (1820–1882), Regierungspräsident in Danzig
- Louis Sauerhering (1814–1889), Präsident der Klosterkammer Hannover
- Richard von Schaewen (1869–1952), Ministerialbeamter
- Gerhard Schmidt (1914–2006), Brigadegeneral
- Konrad Schmidt-Torner (1907–1992), Präsident der Bundesdruckerei
- Harry Siegmund (1910–2009), Ministerialbeamter, SS-Offizier
- Wilhelm Stobbe (1821–1894), MdHdA
- Erich Stockmann (1893–1973), Landrat im Kreis Niederung
- Paul Treibe (1876–1956), Ministerialdirektor im Reichsverkehrsministerium
- Lothar Turowski (1907–1999), Militär- und Ministerialbeamter
- Carl Wiggert (1903–1983), Landwirt, Landrat im Landkreis Schlawe i. Pom. und Bankier
- Gustav Gotthilf Winkel (1857–1937), Verwaltungsjurist, Heraldiker und Studentenhistoriker
- Arthur Zimmermann (1864–1940), Staatssekretär des Äußeren

Ritterkreuzträger
Horst Ademeit (1912–1944), Jagdflieger, Eichenlaub, postum Major
Erich Bloedorn (1902–1975), Oberst der Luftwaffe
Werner Linnemeyer (1905–1945), Dr. iur. utr., Präsident der OPD Düsseldorf, Kriegsverdienstkreuz
Helmut Schreiber-Volkening (1911–1942), Dr. iur., Major i. G.

### Bibliothekare, Lehrer, Historiker
- Gustav Adolf Bergenroth (1813–1869), Tudor-Forscher
- Julius Bergenroth (1817–1896), Ehrenbürger von Thorn, MdHdA
- Heinrich Bittcher (1816–1844), Philologe und Theologe in Schulpforte
- Carl Böttcher (1838–1900), Philologe
- Franz Brandstäter (1815–1883), Philologe
- Leo Cholevius (1814–1878), Literaturhistoriker
- Karl Claussen (1811–1896), MdHdA
- Ottomar Cludius (1850–1910), Geschichts- und Erdkundelehrer
- Julius Czwalina (1810–1896), Mathematiklehrer
- Heinrich Dembowski (1812–1901), Philologe, Direktor des Kgl. Waisenhauses und Progymnasiums in Königsberg
- Moritz Füldner (1818–1873), Entomologe und Botaniker
- Orlando Gortzitza (1811–1889), MdHdA
- Ernst Hahnrieder (1811–1895), Mathematiklehrer
- Robert Jaensch (1817–1892), Mathematiklehrer
- Theophil Herbst (1806–1868), Romanist
- Otto Hesse (1811–1874), Ordinarius für Mathematik in Heidelberg
- Franz Heyer (1842–1926), Geschichtslehrer im Elsass
- Hatto Klamt (1936–2022), Oberstudiendirektor; Stadtpräsident von Neumünster[5]
- Gustav Kordgien (1838–1907), Sprachlehrer in Buenos Aires und Hamburg
- Leonhard Lentz (1813–1887), Altphilologe
- Eduard Loch (1868–1945), Corpshistoriker
- Johann Eduard Loch (1840–1905), Altphilologe
- Konrad Materne (1815–1882), Religionslehrer
- Fritz Milkau (1859–1934), Generaldirektor der Preußischen Staatsbibliothek
- Bernhard Presting (1831–1908), Religionspädagoge
- Friedrich Julius Richelot (1808–1875), Mathematiker, Rektor der Albertus-Universität
- Ernst Reinhold Schmidt (1819–1901), Sprecher der Deutschen in Philadelphia
- Eduard Schumann (1844–1914), Naturforscher
- Walther Tomuschat (1866–1914), Schulbuchautor
- Albert Wichert (1814–1868), Mathematiklehrer

### Juristen

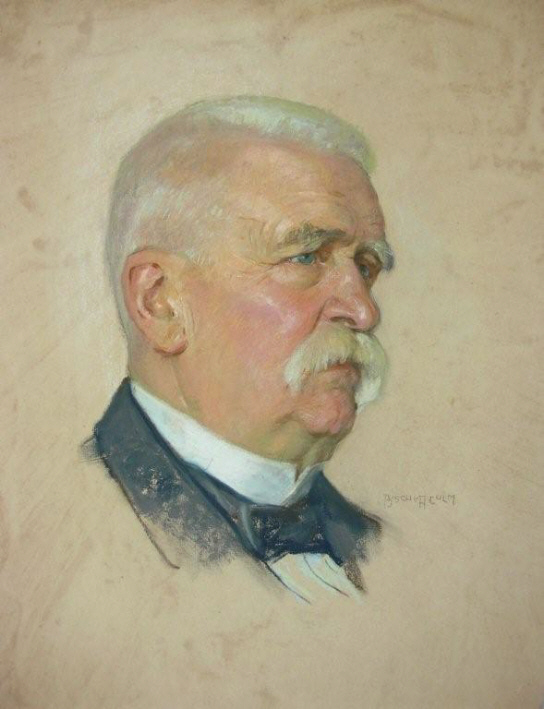
Wilhelm Schimmelpfennig, Richter am OLG Königsberg

- Gerhard Beckmann (1893–1976), Richter in Bremen
- Joachim Bergmann (1906–1974), Rechtsanwalt
- Julius Ebhardt (1816–1894), MdHdA
- Erich Granaß (1877–1958), Stadtverordneter in Berlin
- Erich Haslinger (1882–1956), Reeder
- Jürgen Herrlein (* 1962), Rechtsanwalt[6]
- Friedrich Wilhelm Kalau von dem Hofe (1810–1874), MdHdA
- Hugo Kalweit (1882–1970), Landgerichtspräsident in Braunschweig
- Rainer Kensy von Echlin (* 1961), Agrarökonom[1]
- Konrad Kob (1835–1892), MdHdA
- Max Kohlhaas (1909–1985), Bundesanwalt
- Ferdinand Leopold Krieger (1823–1885), MdHdA
- Julius Larz (1805–1879), MdHdA
- Graf Karl von Lehndorff (1826–1883), MdHdA, MdHH, MdR
- Adolf Matteoschat (1866–1947), Industrieller in Schweden
- Werner Mey (1908–1985), Richter am OLG Bremen
- Robert Reinbacher (1851–1924), MdHdA
- Hermann Romahn (1814–1882), MdHdA
- Gerhard Saager (1910–1992), Wirtschaftsjurist
- Otto Saro (1818–1888), MdHdA, MdR
- Otto Schumann (1805–1869), MdHdA
- Franz Tourbié (1847–1910), Amtsrichter, sozialpolitischer Stadtrat in Berlin
- Hellmut Trute (1907–2007), Wirtschaftsjurist
- Hans Widera (1887–1972), Wirtschaftsjurist
- Franz Willuhn (1885–1979), Wirtschaftsjurist

### Künstler, Schriftsteller und Journalisten
- Ludwig Clericus (1827–1892), Heraldiker, Sphragistiker, Genealoge und Zeichner
- Friedrich Dewischeit (1805–1884), Dichter Masurens
- Emil Drenker (1839–1887), Theateragent
- Ferdinand Gregorovius (1821–1891), Journalist und Historiker
- Hermann Mensch (1831–1914), Schriftsteller
- Karl Nietzki (1813–1861), Schriftsteller
- Wilhelm Schmiedeberg (1815–um 1865), Zeichner
- Sebastian Sigler (* 1964), Historiker und Journalist[7]

### Mediziner
- Klaus Addicks (* 1948), Anatom in Köln[8]
- Hans Baatz (1906–1996), Frauen- und Badearzt in Bad Pyrmont
- Rüdiger Döhler (1948–2022), Chirurg[1]
- Hans Doering (1871–1946), Chirurg in Göttingen
- Franz Goerig (1825–1887), MdHdA
- Ludwig Kersandt (1821–1892), Medizinalbeamter
- Konstantin Gottlieb Knauth (1814–1864), Arzt in Ruß und Memel, Mitglied der Preußischen Nationalversammlung, MdHdA
- Eitel-Friedrich Rissmann (1906–1986), Internist in Berlin
- Fritz Schellong (1891–1953), Ordinarius für Innere Medizin in Prag und Münster
- Otto Schellong (1858–1945), Arzt in Königsberg, Ethnologe (Papua-Neuguinea)
- Walter Telemann (1882–1941), Internist und Röntgenarzt in Königsberg
- Reinhold Unterberger (1853–1920), Frauenarzt in Königsberg

## Ehrenbürger
- Julius Bergenroth – Thorn
- Karl Bogdan – Lauenburg i. Pom.[9]
- Carl Contag – Nordhausen
- Ferdinand Gregorovius – Rom
- Bernhard Pawelcik – Marienburg

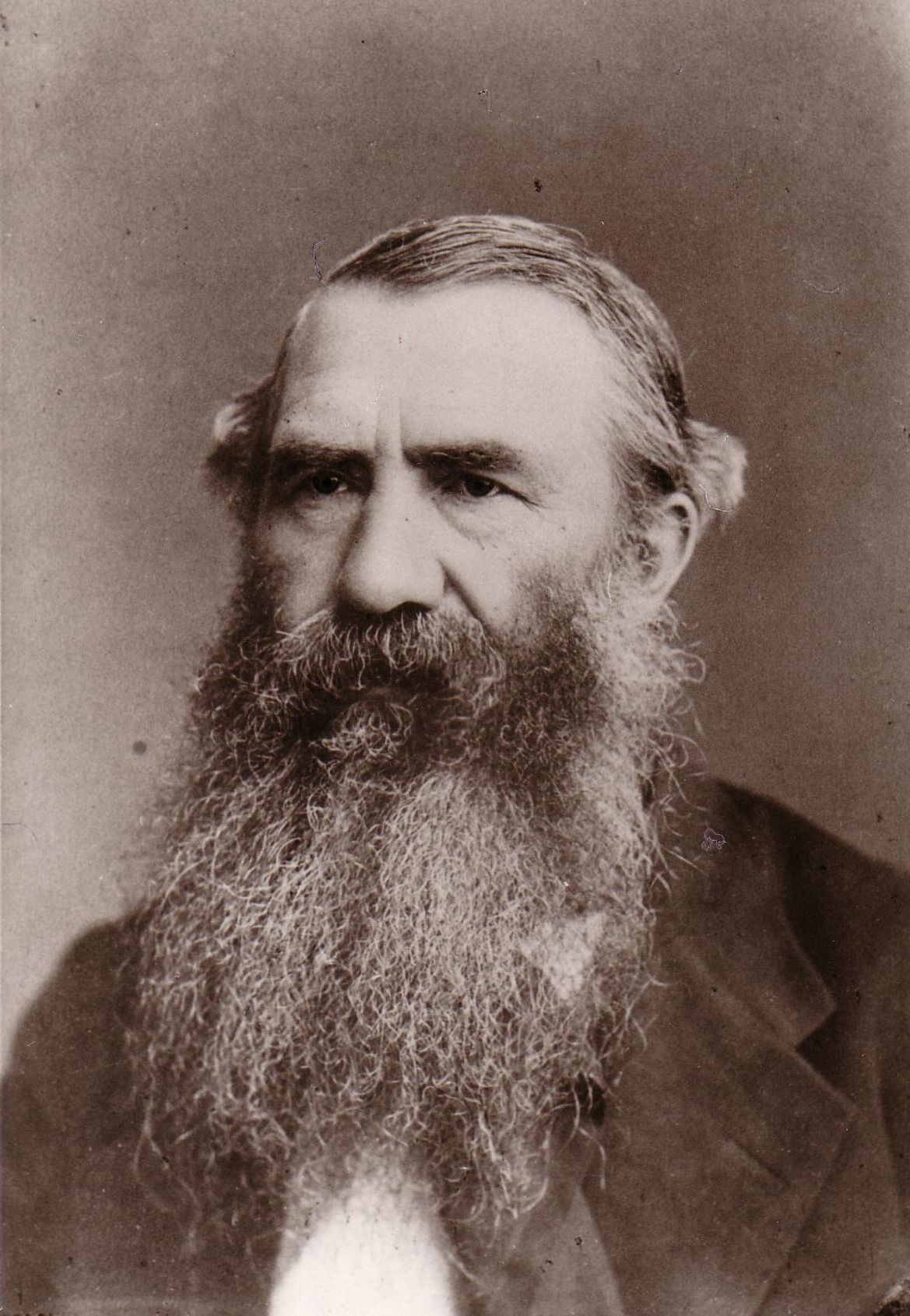
Theodor Tolki

- Hans Pfundtner – Garmisch-Partenkirchen, Marienwerder und Gumbinnen
- Eldor Pohl – Tilsit
- Johannes Poschmann – Wormditt
- Otto Rosencrantz – Insterburg
- Theodor Tolki – Neidenburg

## Ostpreußische Pfarren mit Pfarrern der Masovia
Vor dem Progress, in der Zeit von 1825 bis 1848, studierten 155 Masuren Theologie. Darunter waren auch Masovias erste Senioren, nämlich Friedrich Rübsamen aus Wetzlar und August Müller aus Neuostpreußen. Von Masovias 140 Pfarrern amtierten die meisten in Masuren.

### Evangelische

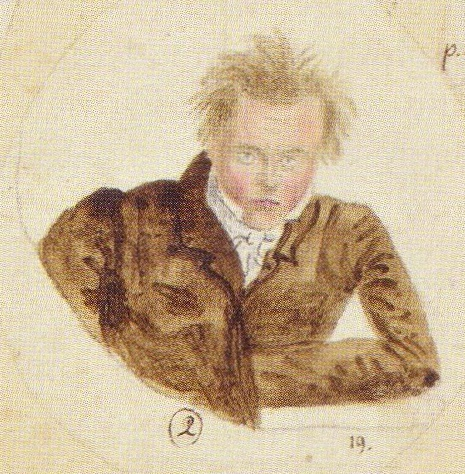
Fr. Möller 1

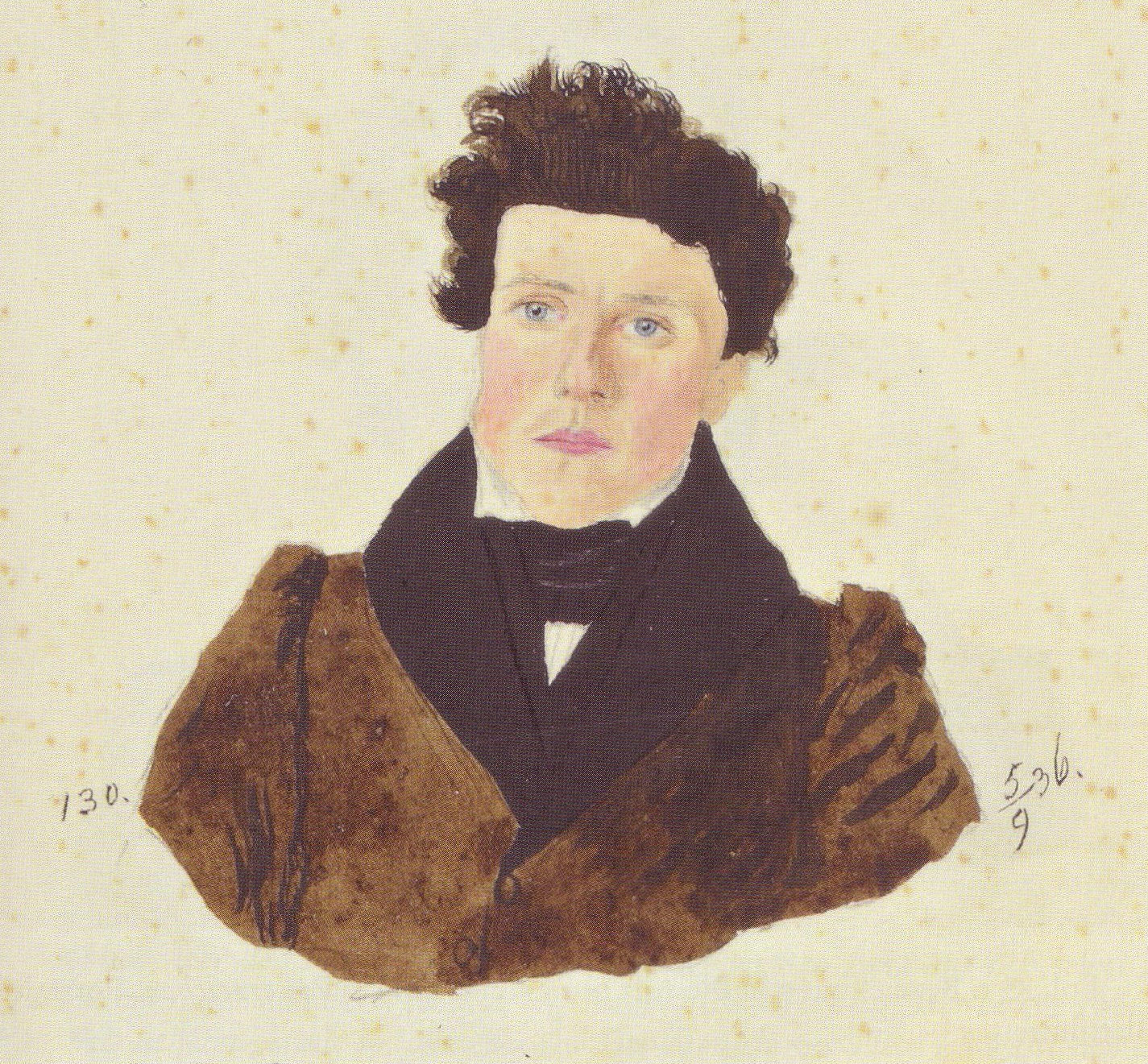
J. Otterski

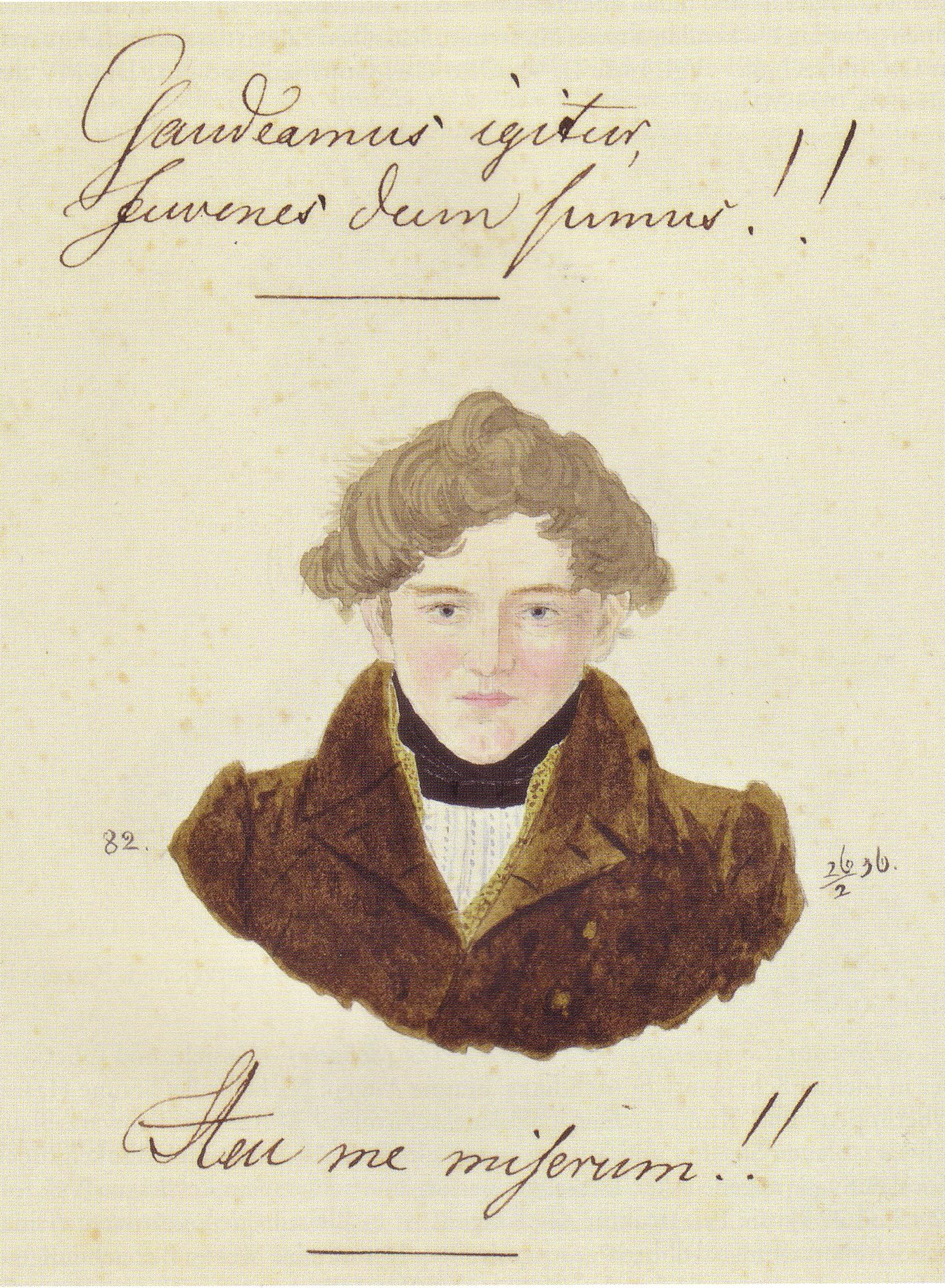
Christian Bolle

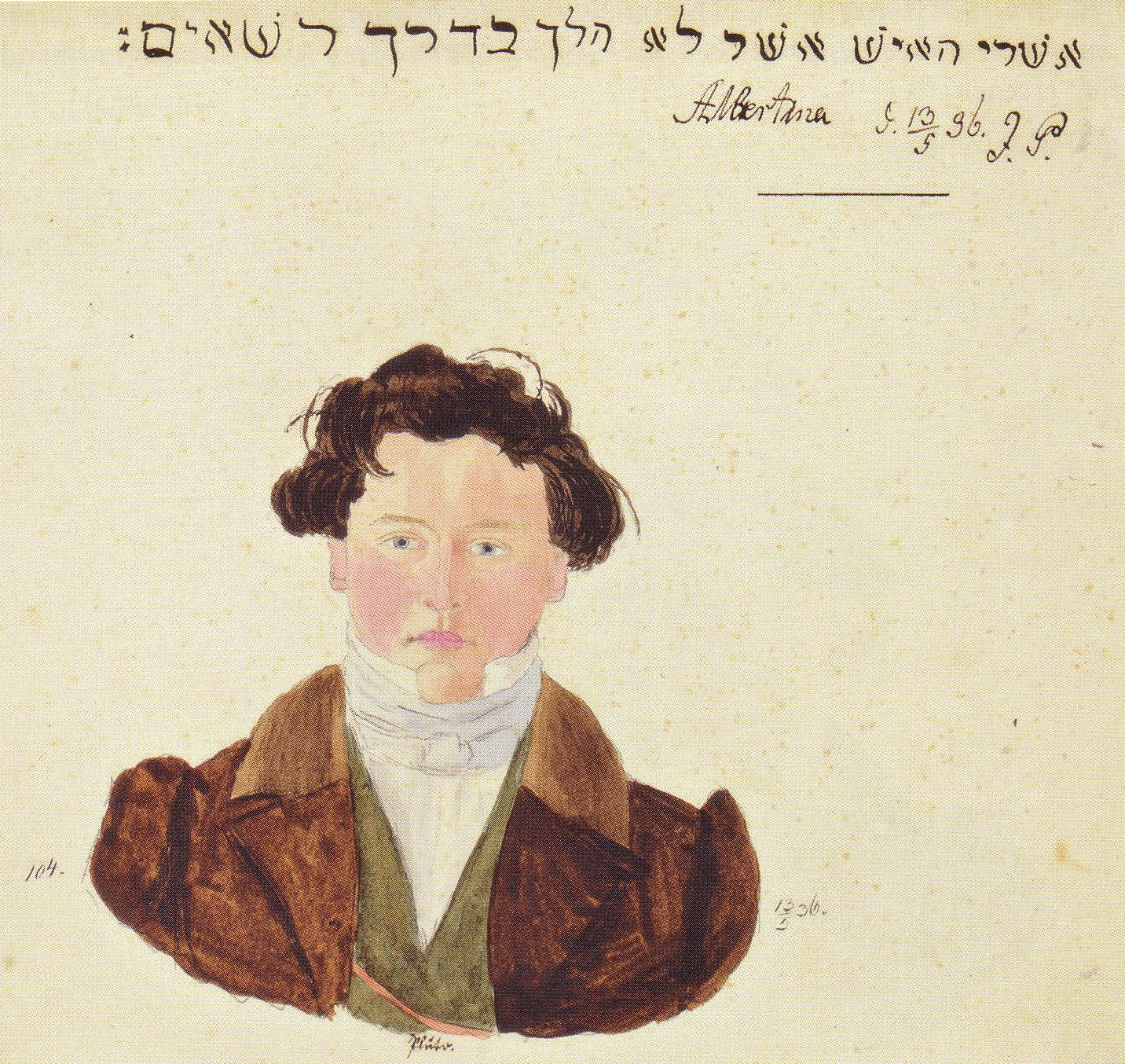
Jacob Preuß

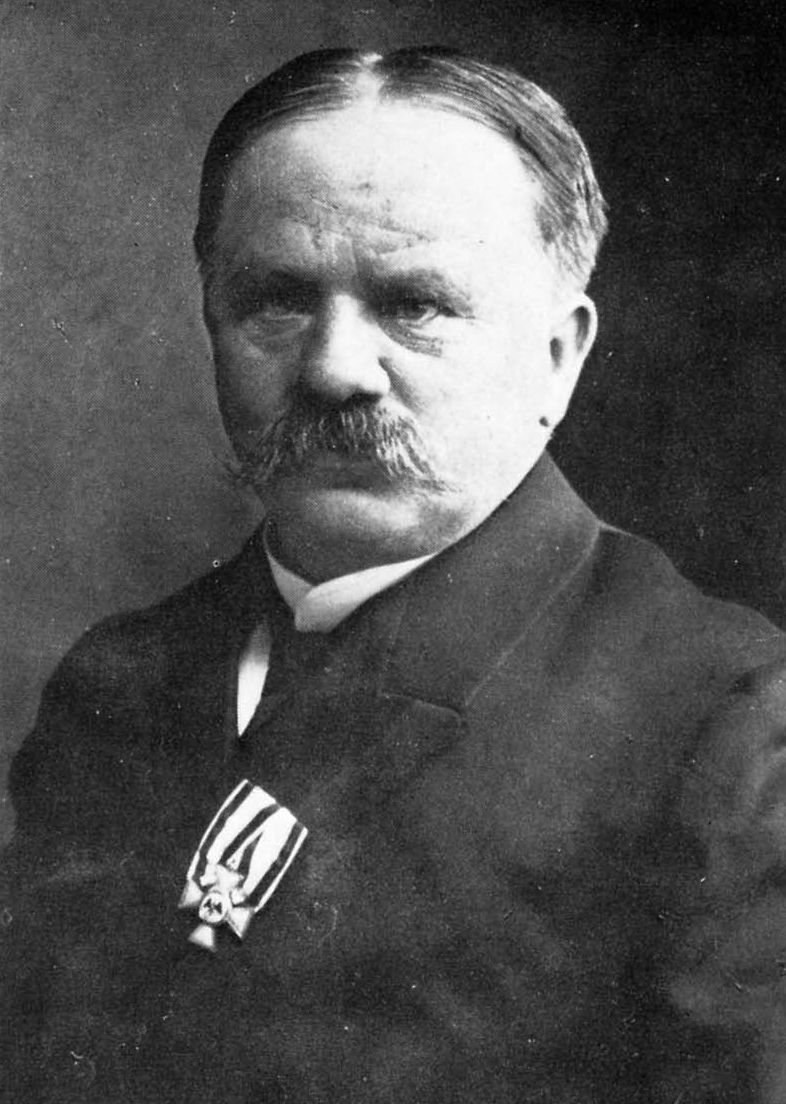
Hans Ebel

Franz Schibalski

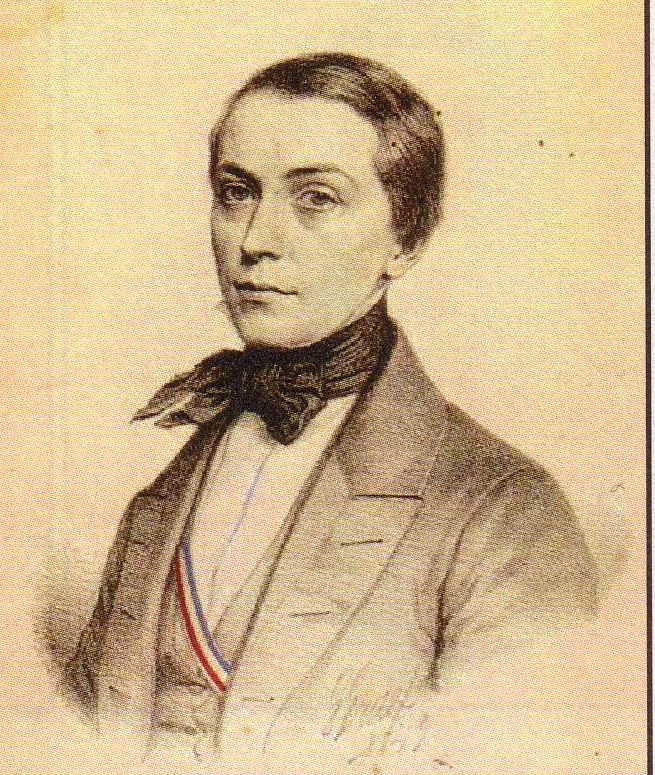
Adolf v. Popowski

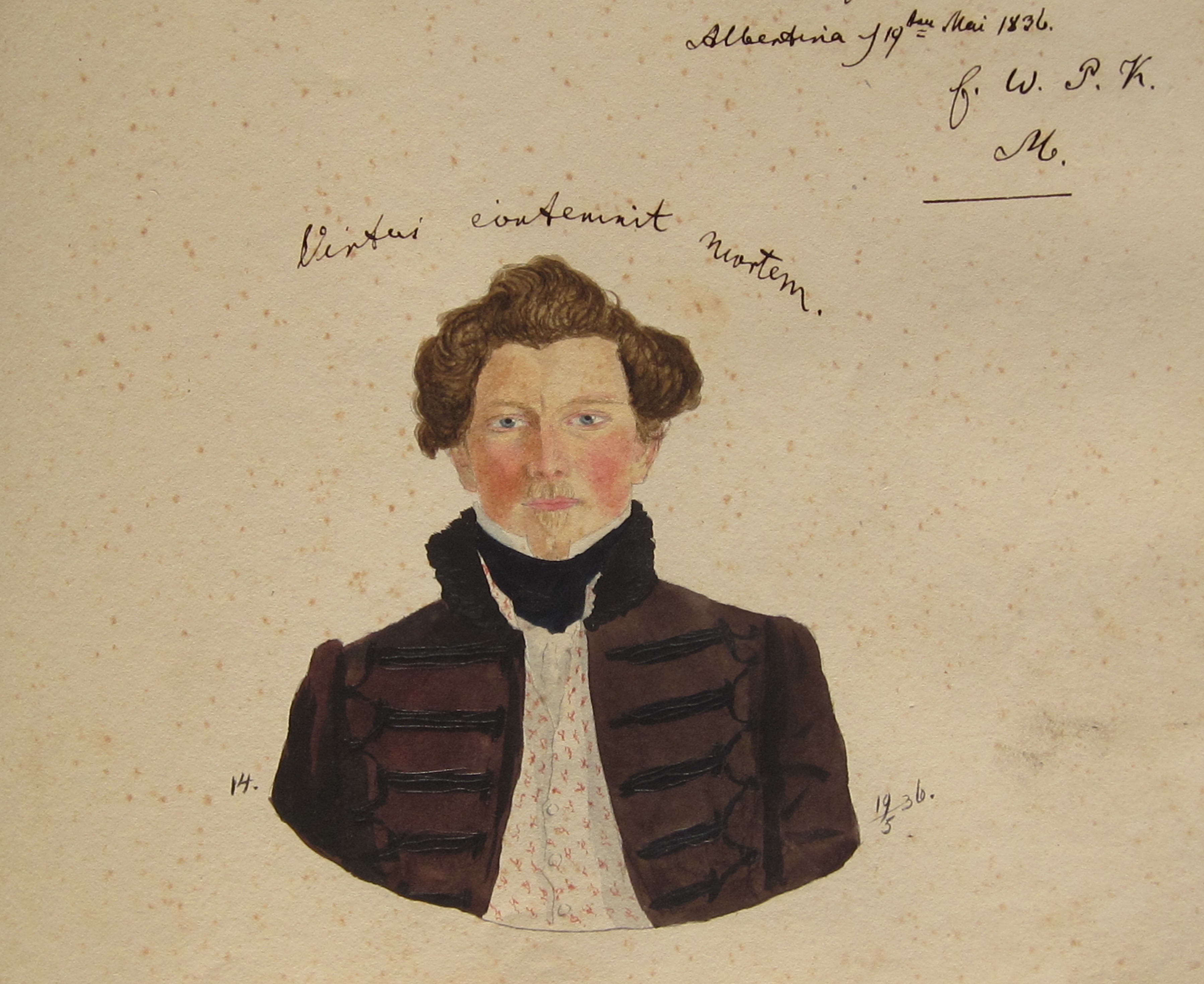
Fr. Kellermann

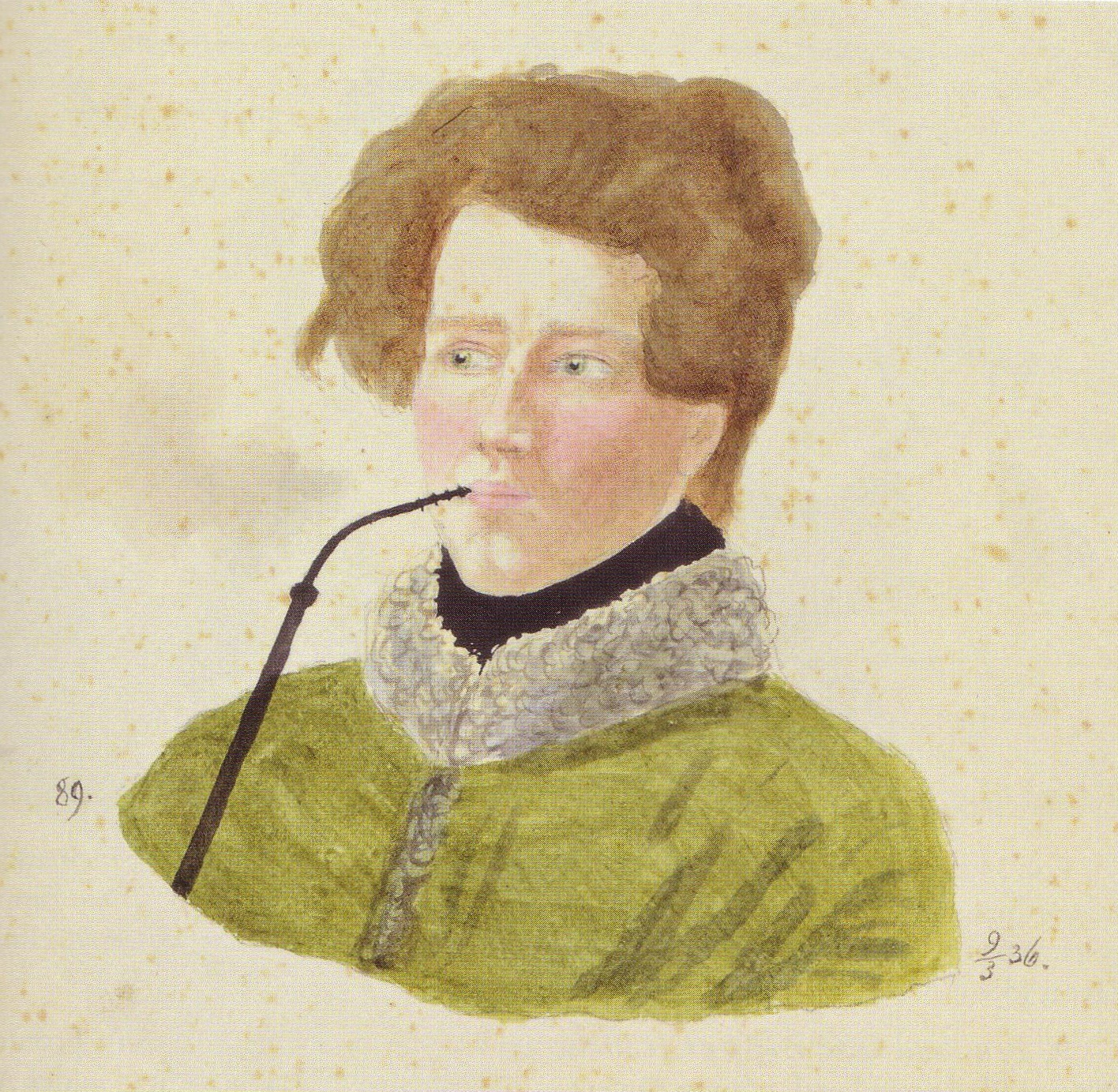
Th. F. Gemmel

A
Allenburg: Adolf Treibe 1
Almenhausen/Abschwangen: Karl Grabowski
Angerburg: Julius Linck
Arnau: Friedrich Möller 1, Adolf Mertens, Albert v. Schaewen 2
Arys: Karl Schellong 1, Leopold Czypulowski 1
Aweyden: Heinrich Rutkowski 1, Carl Gettkant
B
Ballethen: Heinrich Küsel
Bartenstein: August Müller 1, Ernst Nietzki 3, Johannes Worm
Benkheim: Heinrich Ludwig Taurek 1
Bialla: Gustav Arndt
Bischofswerder und Groß Peterwitz, Kreis Rosenberg in Westpreußen: Ludwig Schadebrodt
Bladiau: Friedrich Wilhelm Julius Kleist 1
Böttchersdorf: Hermann Krause 3
Boleszyn, Kreis Löbau (Westpreußen): Gustav Heilsberg
Borszymmen: Johann  Wilhelm Ebel 2
Brandenburg (Frisches Haff): Friedrich Otto Hoffmann 1
Buchholz, Kreis Preußisch Eylau: Wilhelm Neumann 1
C
Kirche Cichy: August Ballnus
Creuzburg i. Ostpr.: Emil Kleist 2, Paul Neumann 3
Deutsch Crottingen: Friedrich Wilhelm Thiel 1
D
Danzig, Marienkirche: August Müller 1
Dersekow: Janus Lebrecht Patzig
Drengfurth: Julius Otterski 1
Drygallen: Gottlieb Treskatis
Dubeningken: Wilhelm Wittko, Ferdinand v. Freyhold
E
Eckersberg, Kr. Johannisburg: Ferdinand Häber, August Rhein 2
Eichhorn, Kreis Preußisch Eylau: Julius Schröder 1
Eisenberg, Kr. Heiligenbeil: Joh. Friedr. Rud. Sand
Elbing: Victor Bury
Engelstein: Gustav Salkowski, Jul. Karl Heinr. Stechern 1, Bernhard Schellong 5
Enzuhnen: Karl Salomon
F
Falkenau, Kr. Bartenstein: Magnus Großjohann, Karl Milau
Finkenwalde bei Stettin: Ludwig Berg
Fischhausen: Eduard Grawert, Wilhelm Merleker
Preußisch Friedland, Westpreußen/Grenzmark: Walter Andreae 1
Friedrichshof: Heinrich Surminski 2, August Myckert 1, Paul Hensel 5
G
Garnsee: Jul. Adolf Hoecker
Gawaiten: Wilhelm Brinkmann 1
Gehsen: Paul Hensel 5
Gilgenburg: Richard Günther 2
Goldap: Johann Friedrich Gröhn
Gonsken: Ernst Aug. Frenzel, Friedrich Ferdinand Kuhr 1
Grabnick: Adolf Friedr. Otto Skrzezka
Grunau, Kr. Heiligenbeil: Heinrich Pancritius
Altstädtische Kirche (Gumbinnen): August Heinrici
Gurnen, Kr. Goldap: Ludwig Dubois
H
Heiligenwalde: Wilhelm Schiefferdecker 1
Heinrichsdorf, Kr. Neidenburg: Hermann Hoffmann 5 (1853–1906)
Hohenfürst, Kr. Heiligenbeil: Louis Peters
Hohenstein: Gottfried Fromberg (1810–1883)
J
Jedwabno: August Kob 1
Jodlauken: Georg Höning
Johannisburg: Robert Stiller 2,  Paul Hensel 5
Jucha: Emil Stern 1
K
Kallinowen: Johann August Skrodzki 1, Karl Schellong 1, Ferdinand Prophet, Michael Glomp
Kinden, Preußisch Litauen: August Heinrici
Königsberg
Altroßgärter Kirche: Hermann Eilsberger
Burgkirche: Paul Thomaschki
Haberberger Trinitatiskirche: Georg Dittmar
Alt Körtnitz,  Kr. Dramburg: Albert Kirchberg
Klein Koslau, Kr. Neidenburg: Ernst v. Gizycki 1
Kraupischken: Leopold Stengel 2 (ECB)
Klaussen, Kr. Lyck: Friedrich Theodor v. Lenski 1
Kruschwitz bei Hohensalza: Christian Mowitz
Kumilsko, Kr. Johannisburg: Michael Mendrzyck 1
L
Lamgarben, Kr. Rastenburg: Karl Wilh. Rhode 1
Landsberg: Wilhelm Bürth, Otto Hch. Reitz
Langheim, Kr. Rastenburg: Otto Biermann
Lauenburg i. Pom.: Karl Bogdan
Lauknen: Leo Jonas 3
Lautenburg (Westpr.): Eduard Larz 2
Lesewitz, Kreis Marienburg (Westpreußen): Johannes Corsepius
Liebemühl: Christian Ludw. Bolle 1, Julius Rimarski
Liebstadt, Kr. Mohrungen: August Kessler 2
Löblau, Kr. Danzig: Jul. Aug. Dagobert Sachsze
Sankt Lorenz, Kr. Fischhausen: Ferdinand Wenetzki
Ludwigswalde, Kr. Königsberg: Gust. Jul. Ludw. Woltersdorff
Lyck: Samuel Jablonowski, Lud. Karl Siemienowski
M
Marggrabowa: Robert Stiller,  Alexander Kohtz 2, Louis Schellong 2
Marienwerder: Julius Ludwig
Mensguth: Julius Kiehl 1, Wilhelm Brachvogel, Jacob Preuß 1
Milken: Rudolf Ebel 1
Momehnen: Otto Robatzek
Mühlen und Tannenberg (Hohenstein): August Ziegler 1
Mühlhausen i. Ostpr.: Karl (Ludwig) Milau, Ferdinand v. Freyhold
Muschaken, Kr. Neidenburg: Friedrich (Herm. Emil) Nikolaiski 1, Hans Ebel 4
N
Narzym: Friedrich Benj. Möller 1, Adolf Jacobi 4
Neidenburg: Benjamin Macht, Karl Myckert 2
Neuhausen: Franz Schibalski
Neuhoff, Kr. Lötzen: Ferd. Ed. Fuchs
Nikolaiken: Heinr. Ludw. Taurek 1, Jul. Karl Heinr. Stechern 1, Otto Czygan 1
Norkitten, Kr. Insterburg: Jul. Adolf Teschner
O
Orlowen: August Kiehl 2
Osterode i. Ostpr.: Friedrich Benj. Möller 1, Gustav Gisevius 1, Hugo Hensel 4
Ostrokollen: Joh. Friedr. Rhein 1, Christoph Skupch, Hermann Schrage 2, Heinrich Rutkowski 2
P
Evangelische Kirche Passenheim: Paul Wilh. v. Malotka
Gr. Peisten, Kr. Preußisch Eylau: Paul Strehl
Petershagen, Kr. Preußisch Eylau: Hermann Hecht 2
Pissanitzen: Ferdinand  Prophet
Pommehrendorf: Eduard Michalik l
Putzig: Konstantin Wannovius
Q
Quednauer Kirche: Louis Siedel
R
Rampitz, Neumark: Karl Hartmann
St.-Georg-Kirche Rastenburg: Joh. Albert Dreschhoff
Rauden, Kreis Marienwerder: Heinr. Gust. Lukatis
Reddenau, Kreis Preußisch Eylau: Otto Rosenfeld 1
Reetz: Eduard Plinzner
Evangelische Pfarrkirche Rhein: Robert Flöß 1, Wilh. Friedr. Adolf v. Popowski
Riesenburg: Wilhelm Rousselle
Riesenkirch, Kreis Rosenberg in Westpreußen: Julius Kalwa
Rogehnen: Julius Pilchowski 5
Rosenberg i. Westpr.: Rudolf Rudnick 1
Rosengarten-Duben: Karl Joh. Borkowski, Otto Junkuhn
Rosinsko: Wilh. Friedr. Adolf v. Popowski
Rowe, Pommern: Friedrich Nahgel
S
Saalfeld: Albert v. Schaewen 2
Schaaken: Adolf Hoffmann 4
Schimonken, Kr. Sensburg: Leopold Kraska
Schippenbeil: Rudolf Gregorovius 1
Schmoditten: Theophil Tribukait 1
Gr. Schmückwalde, Kr. Osterode: Julius Dalkowski
Schnellwalde, Kr. Mohrungen: Friedrich Kellermann
Schöndamerau, Kr. Ortelsburg: Friedrich Ollech 1
Schönfließ, Kr. Rastenburg: Hermann Schumann 2
Schokken, Provinz Posen: Karl Grützmacher
Sehesten: Friedrich Gottowy
Sensburg: Julius Rimarski
Simnau, Kr. Mohrungen: Karl Friedr. Jul. Moritz 2
Skottau, Kr. Neidenburg: Karl Flöß 2
Soldau: Adolf Saworra, Franz Elgnowski
Steegen: Egbert Michalik 2
Stockheim: Theodor Fürchtegott Gemmel
Stradaunen: Eduard Surminski 1, Julius Rimarski, Louis Jacobi 1
Groß Stürlack, Kr. Lötzen: Leopold Gregorovius 3, Heinrich Borutto
Szabienen: Wilhelm Stengel 1
Szaki, Superintendentur Augustów (Russisch-Polen): Ferdinand August Woronowitz
Szittkehmen, Kr. Goldap: Eduard Schreiner
T
Thorn, Altstädtische Evangelische Kirche: Gustav Markull
Tiegenhof: Friedrich Rübsamen
Groß Tromnau: Rudolf Koehler
U
Uderwangen, Kr. Preußisch Eylau: Karl Bandisch 1
Alt Ukta, Kr. Sensburg: Gustav Kendziorra
Usdau, Kr. Neidenburg: Bernhard Gutowski
W
Wielitzken: Gottfried v. Brzoska, Victor Hensel 3
Wilhelmsberg, Kr. Darkehmen: Franz Arbeit
Willenberg, Kr. Ortelsburg: Karl Adolf Schrage 1
 Willkischken: Robert Böttcher 1
Z
Zinten: August Hitzigrath, Karl Nietzki 1
Zoppot: Max Schmidt 6

### Katholische
- Butzig, Kreis Flatow: Augustin Erbe 1
- Guttstadt: Jakob Thamm[15]
- Lichtenau, Kreis Braunsberg: Anton Rehaag[15]
- Groß Wudschin, Kreis Bromberg: Heinrich Tochtermann

## Altmärker
Mit dem Collegium Albertinum gründeten die Alten Herren der Masovia und der Palaiomarchia am 14. Januar 1950 in Kiel den gemeinsamen Corpsburschen-Convent der Palaiomarchia-Masovia. Dabei erhielten die Altmärker Niewerth, Arnoldi, Rathjens und Schrader-Rottmers das Masurenband. Bei der gegenseitigen Bandverleihung der beiden Corps am 15. Oktober 1960 in Hannover wurde u. a. Erich Bauer, Erich Bock, Detlev Brüning, Otto Buhbe, Ludwig Denecke,  Herbert Fox, Bernhard Köttgen, Hans Löwe, Hans Lüdecke, Werner Lüttge, Karl-Ludwig Stellmacher und Erich Ullrich das Masurenband verliehen.